# Palaeosyops
Il paleosiope (gen. Palaeosyops) è un mammifero perissodattilo estinto, appartenente ai brontoteriidi. Visse tra l'Eocene inferiore e l'Eocene medio (circa 50 - 46 milioni di anni fa) e i suoi resti fossili sono stati ritrovati in Nordamerica e in Asia.

## Descrizione
Questo animale era di medie dimensioni, e poteva arrivare al metro di altezza al garrese; il cranio era lungo 40 centimetri. Le specie più grandi erano della taglia di un grosso tapiro. Al contrario della maggior parte dei brontoteri, Palaeosyops era dotato di un cranio molto corto, in particolare la regione del muso. Le arcate zigomatiche erano molto robuste e molto ricurve; anche le ossa nasali erano ricurve e si assottigliavano distalmente. Il margine frontoparietale era dotato di una bassa cupola. Erano presenti sei incisivi superiori e sei inferiori; il diastema (spazio tra i denti anteriori e quelli posteriori) era pressoché inesistente, e i premolari erano ben distinti dai molari. I canini erano molto sviluppati e aguzzi.

## Classificazione
Il genere Palaeosyops venne descritto per la prima volta nel 1870 da Joseph Leidy, sulla base di alcuni denti fossili ritrovati in Wyoming; la specie tipo è Palaeosyops paludosus. A questa specie vennero poi assegnati altri resti ben più completi. Altre specie attribuite a questo genere sono P. robustus, descritta da Othniel Charles Marsh nel 1872, e P. fontinalis, descritta da Edward Drinker Cope nel 1873. Al genere Palaeosyops è stata in seguito attribuita anche la specie P. dayi, proveniente da terreni dell'Eocene medio del Pakistan e precedentemente attribuita al genere Eotitanops.

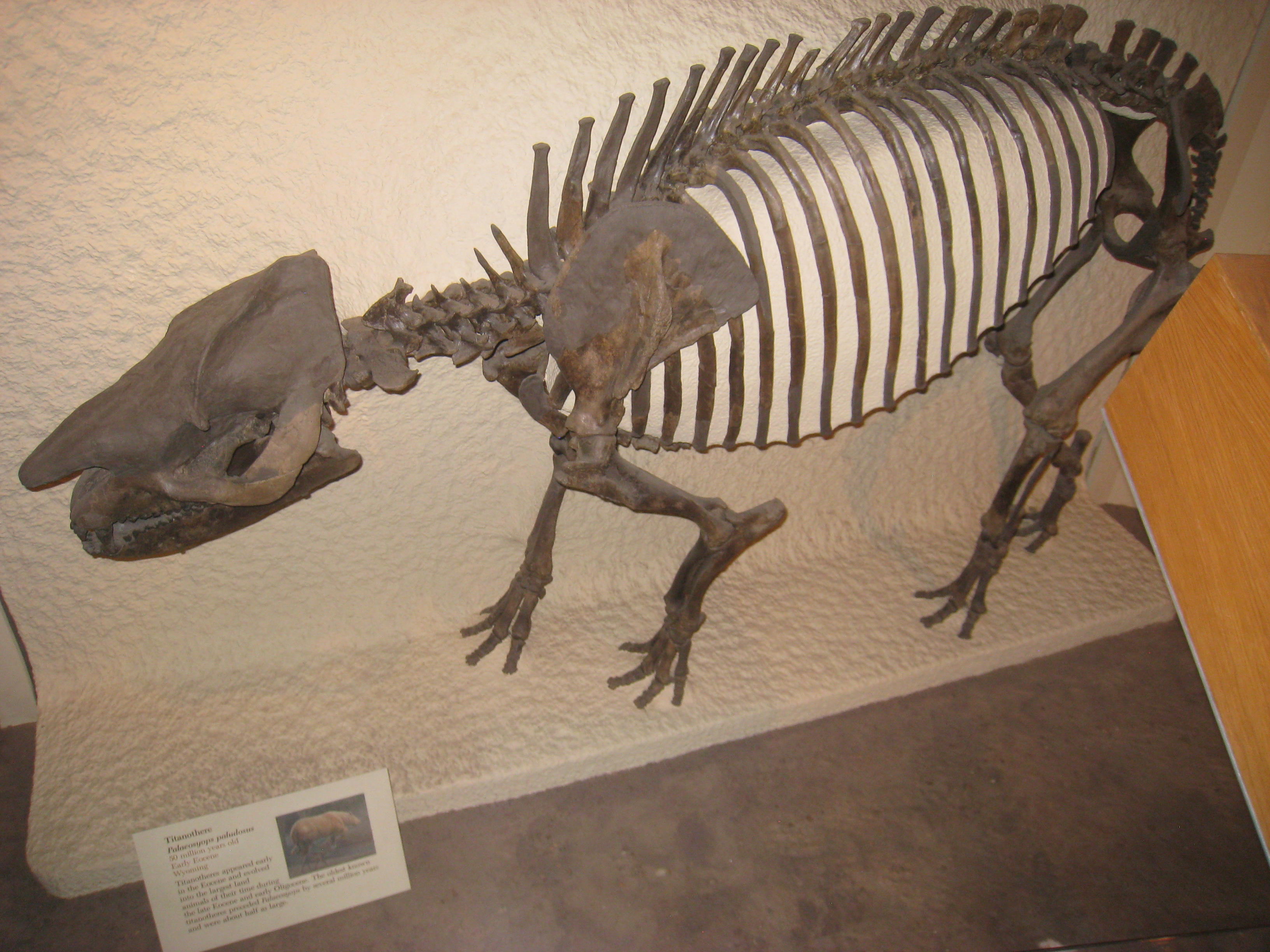
Scheletro di Palaeosyops paludosus

Palaeosyops è considerato un rappresentante basale dei brontoteriidi, un gruppo di perissodattili dall'aspetto superficialmente simile a quello dei rinoceronti ma imparentati alla lontana con i cavalli. Palaeosyops era comunque più specializzato dell'arcaico Eotitanops, ma è chiaramente non ascrivibile alla sottofamiglia Brontotheriinae, comprendente i brontoteri più derivati. 

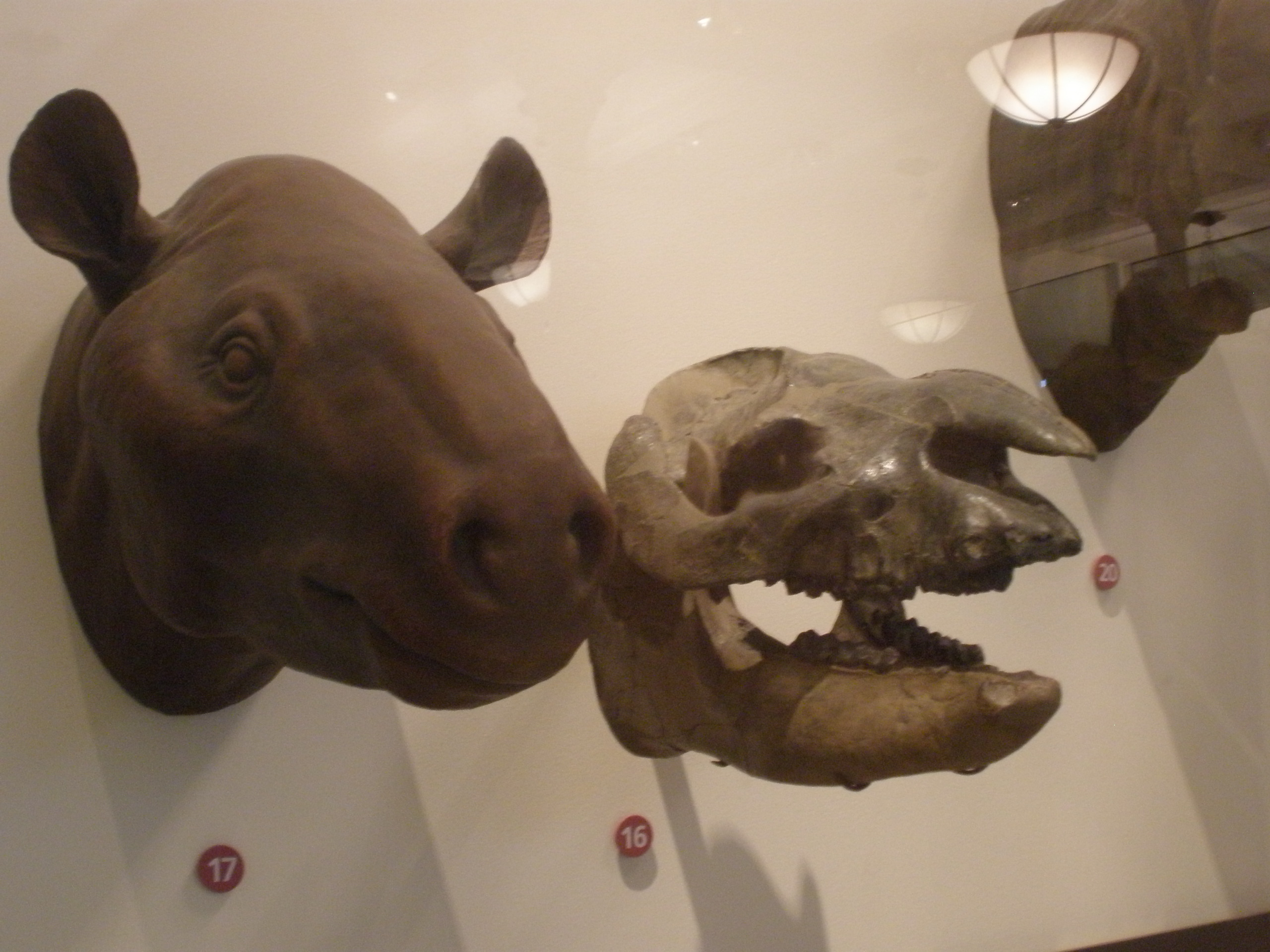
Fossile del cranio e ricostruzione della testa di Palaeosyops robustus (= P. leidyi)

## Paleobiologia
L'autore della prima descrizione, Joseph Leidy, riteneva erroneamente che Palaeosyops fosse in grado di cibarsi sia di piante che di animali, dopo aver esaminato i lunghi e possenti canini simili a zanne. Tuttavia, è ora risaputo che tutti i brontoteri erano strettamente erbivori e che molti (se non tutti) brontoteri privi di corna possedevano canini allungati forse per difendersi dai carnivori o per competizione intraspecifica.